# Suites francesas

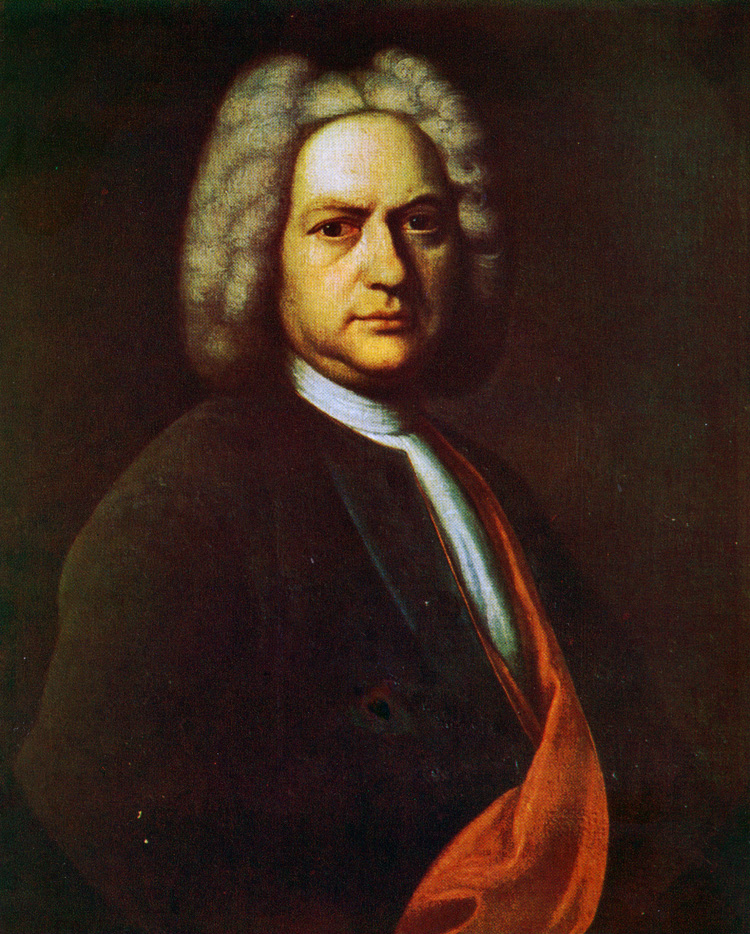
Bach hacia 1720.

Las Suites francesas, BWV 812-817 son un conjunto de seis suites para clave escritas por el compositor barroco alemán Johann Sebastian Bach entre 1722 y 1725. Se trata de la segunda serie de las dieciocho suites que Bach compuso para teclado, siendo las otras doce, las seis Suites inglesas, BWV 806-811 y las seis Partitas BWV 825-830.

## Historia

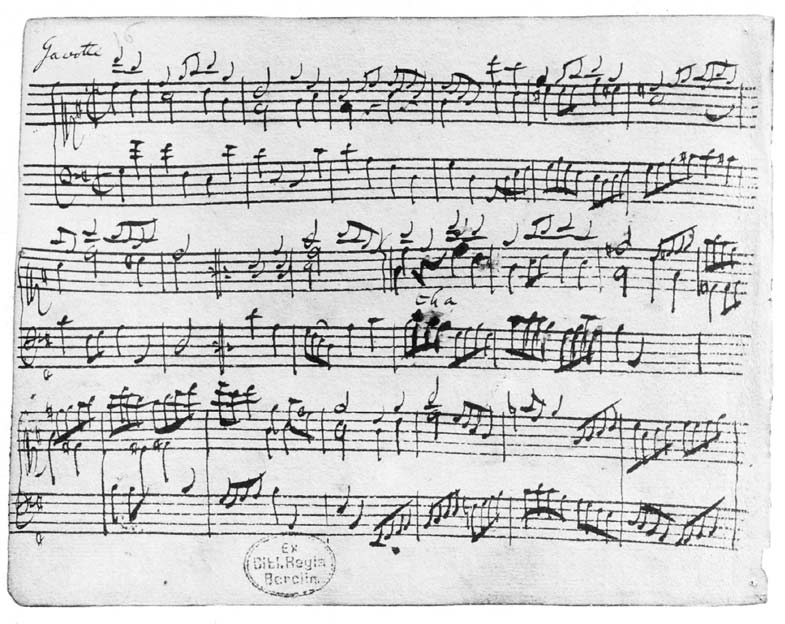
Gavotte de la Suite francesa n.º 5.

La composición de esta colección se desarrolló entre 1722 y 1725. Estas suites recibieron el nombre de "francesas" (el primer uso registrado de esta denominación corresponde a Friedrich Wilhelm Marpurg en 1762) bastante después de ser compuestas, como forma de distinguirlas de las Suites inglesas (cuyo nombre también es posterior). La denominación fue popularizada por el biógrafo de Bach Johann Nikolaus Forkel, quien escribió en su biografía en 1802: "uno las llama Suites francesas porque están escritas a la manera francesa". Esta opinión, no obstante, es inacertada: como el resto de las suites compuestas por Bach, estas siguen básicamente la convención italiana.
No ha sobrevivido un manuscrito original que pueda considerarse "definitivo" de estas suites, y la ornamentación varía, tanto en tipo como en grado, en los distintos manuscritos. Hay dos suites adicionales, una en la menor, BWV 818 y la otra en mi bemol mayor, BWV 819, que se incluyen con las otras seis en algunos manuscritos. La Obertura en estilo francés, BWV 831, que Bach publicó como la segunda parte de su Clavier-Übung, es una suite al estilo francés, pero no conectada con las Suites francesas.
Johann Sebastian Bach conocía la música francesa de su época, incluida la de François Couperin. Tuvo acceso a ella por primera vez al escuchar a la orquesta de la corte francófila de Celle durante sus años escolares de Lüneburgo (1700 1702). Se supone asimismo que el compositor y lexicógrafo Johann Gottfried Walther, amigo y pariente de Bach, compartió con éste sus conocimientos musicales. Y Bach, por último, poseía en su biblioteca numerosas copias de partituras al estilo francés, entre ellas las tablas ornamentales de las Pièces de Clavecin de Jean-Henri d'Anglebert. O las Suites para clave de François Dieupart, el Premier Livre d'Orgue de Nicolas de Grigny, un rondeau «Les Bergeries» del Second Livre de Pièces de Clavecin de François Couperin y otras obras más, probablemente del mismo compositor, entre ellas el Aria de la Suite L'Impériale. Allá por el año 1700 el estilo francés estaba en franca decadencia en su país de origen, tal como el reinado de Luis XIV al cabo de medio siglo de poder. En el prefacio de «Les Nations», Couperin hubo de apartarse un poco de la verdad para afirmar que la sonata introductoria de la Suite francesa era la primera de todas las compuestas en Francia. ¡Marc-Antoine Charpentier se le había adelantado treinta años antes! Ahora bien, si Couperin consiguió destacar con éxito publicitario su dominio del estilo italiano fue porque éste estaba de moda. El clavecinista real, admirador de ese estilo, explotaba sin reparos los temas de las sonatas de Arcangelo Corelli, práctica esta que Johann Mattheson fustigaba en 1739: «Los franceses se transforman en italianos de pura cepa hasta en la composición de sonatas; el resultado es un trabajo mal hecho, montón de notas deshilvanadas...».
Los estados alemanes carecían en 1700 de una música instrumental independiente y equiparable a la del estilo francés e italiano. La más peculiar parecía ser la música sacra, debido por supuesto a las necesidades de la liturgia: cantatas, motetes, música para órgano. En este ambiente se educó Johann Sebastian Bach. Bastante se ha escrito (v. Edition Bachakademie vol. 102 y 137) cómo fue perfeccionando sus dotes de virtuoso en instrumentos de teclado, sentando en la misma medida las bases de su arte de compositor. Bach se familiarizó con el estilo orquestal francés durante sus años de escolar vividos en Lüneburgo y con el concierto italiano moderno durante su primera estancia en la corte de los duques de Weimar, Wilhelm Ernst y Ernst August, el año 1708. Así quedaron establecidos los fundamentos de la música bachiana.

## Estructura y análisis

### Suite n.º 1 en re menor, BWV 812
La pieza consta de los siguientes movimientos:
- I. Allemande
- II. Courante
- III. Sarabande
- IV. Minueto I
- V. Minueto II
- VI. Gigue

Aunque las suites 1 a 4 son fechadas normalmente en 1722, es posible que esta suite fuera compuesta algo antes. Inaugura el ciclo completo una allemande de ritmo parejo a tres voces. Prosigue una courante de ademán enérgico que los arpegios repetidos intensifican. La sarabanda reúne los atributos de un movimiento lento al nuevo estilo italiano con una melodía acompañada por acordes. En la segunda mitad Bach traslada la melodía al bajo continuo enturbiándola con recursos armónicos. El minueto I es de consistencia más ligera y polifónica, con un carácter aún más introvertido que el minueto II, que es en realidad un trío. Se escucha seguidamente la giga, muy vivaz, compuesta en forma de fuga en cuya segunda mitad Bach invierte el tema en sentido horizontal.

### Suite n.º 2 en do menor, BWV 813
La pieza consta de los siguientes movimientos:
- I. Allemande
- II. Courante
- III. Sarabande
- IV. Aire
- V. Minueto
- VI. Minueto - Trío (en BWV 813a)
- VII. Gigue

Bach confiere una forma muy distinta a la allemande que introduce al oyente a la segunda suite. El tempo es más pausado; se desarrolla una nítida melodía con acompañamiento de bajo y una impetuosa técnica de formación de secuencias, de repetición insistente de motivos iguales a distintos niveles. La misma estructura de este movimiento indica que las piezas de esta suite se han de limitar en general a dos voces. La courante se asemeja a una inquieta corrente italiana. En la sarabande retorna Bach al lenguaje musical de la allemande, siendo la diferencia principal entre las dos mitades los inicios en tonalidad mayor y menor; en la segunda parte de la segunda mitad Bach recurre otra vez al tema de la primera para someterlo en seguida a variaciones. La escala menor natural constituye un gesto conclusivo encantador. Lo que sigue es un refrescante air cuya melodía se invierte al comienzo de la segunda parte. Bach pasa de mayor a menor también en los dos minuetos para contrastar las dos mitades. La giga final, en el inusual compás de 3/8, no desarrolla tema propio, ya que la mano izquierda interviene en cuanto la derecha termina de ejecutar el intervalo de cuarta.

### Suite n.º 3 en si menor, BWV 814
La pieza consta de los siguientes movimientos:
- I. Allemande
- II. Courante
- III. Sarabanda
- IV. Anglaise
- V. Minuet - Trío
- VI. Gigue

Bach tituló el movimiento anglosajón originalmente como gavota (danza parecida a la Anglaise), pero después cambió el nombre tal vez porque este movimiento carece del característico compás de dos negras de la gavota. En esta suite se alternan piezas a dos y tres voces. El carácter de la Allemande es aún más introvertido que el de la suite precedente. Los motivos pasan de una mano a la otra y Bach vuelve a invertir los comienzos de ambas partes en sentido horizontal. En la Courante en compás de 6/4 conduce las tres voces alternando el movimiento y la inmovilidad. Las fermata sirven a apoyo a grupos de seis corcheas. La sensitiva Sarabande recuerda al oyente que el si menor fue la tonalidad predilecta de Bach para la música para flauta. El movimiento de la voz que Bach conduce en discanto o en bajo continuo se densifica hacia el final en términos de armonía. La Anglaise (¡en una Suite francesa!) se distingue por los vivos pasajes y los grandes saltos de la voz melódica. El bajo asume por momentos el movimiento prescrito; para superar algunas situaciones armónicas enrevesadas, Bach expande la segunda parte hasta triplicar la primera en amplitud. Lo que sigue es un Minuet etéreo con trío de melódicas tríadas quebradas y, finalmente, una virtuosa Giga desarrollada con los recursos del canon y la imitación.

### Suite n.º 4 en mi bemol mayor, BWV 815
La pieza consta de los siguientes movimientos:
- I. Preludio (en BWV 815a)
- II. Allemande
- III. Courante
- IV. Sarabande
- V. Gavota
- VI. Aire
- VII. Gavota I
- VIII. Gavota II (en BWV 815a)
- IX. Minueto

Al cabo de tres suites en tonalidad menor siguen tres en tonalidad mayor. Pasajes de semicorcheas con tríadas quebradas transcurren en la allemande por encima de un bajo continuo que ondula lentamente en forma de escala en mi bemol mayor. Tras cambiar a si bemol mayor y a do menor al comienzo de la segunda parte, Bach acaba por retornar a la tonalidad de partida atravesando audaces pasajes armónicos. La courante debe su vivacidad y su amplitud a los marcados movimientos contrapuestos de las dos voces y al ritmo de tresillos. La sarabande conduce a un acorde de séptima apenas llegado el segundo compás; de esta emerge una inversión de dos compases y al final de la primera parte se desarrolla una expresiva línea melódica que domina también la segunda. Como en las otras dos suites en tonalidad mayor sigue una gavota, estructurada aquí como un lied, con algunas frases deambulando por lejanías sin salida aparente. El air es de carácter tempestuoso y exige virtuosismo; al cabo de un sencillo minueto se deja oír la alada giga, esta vez en compás de 6/8 y en forma de fugato a tres voces.

### Suite n.º 5 en sol mayor, BWV 816
La pieza consta de los siguientes movimientos:
- I. Allemande
- II. Courante
- III. Sarabande
- IV. Gavota
- V. Bourrée
- VI. Loure
- VII. Gigue

Los primeros compases de esta suite fueron escritos en 1722, pero no fue completada hasta 1723. De las tres voces correspondientes a la allemande el mayor énfasis recae sin duda alguna en la voz conductora, o sea el discanto. De ahí el carácter melódico de esta pieza. El bajo continuo se emancipa primero en la rauda courante a dos voces alternando una y otra vez motivos y líneas melódicas con la mano derecha. La sarabande es una de las más delicadas de todas las que compuso Bach, siendo aquí también la voz superior la que conduce al movimiento a modo de himno. La gavota, grácilmente, da continuidad al carácter íntimo de la pieza antes de ceder paso a la bourrée, de tempo más acelerado. El discanto de ambas partes también está invertido en sentido horizontal, es decir, contrapuesto en el ascenso y el descenso. La loure, que figura solamente en esta suite, es un movimiento lento y fugado a varias voces en compás de 6/4 en el que se oye en todo momento una sola voz. Tras el cambio imperceptible a un compás binario, este movimiento prepara el terreno a la giga en el compás también inusual de 12/16. La temática de la corneta del postillón se desarrolla en forma de fugato por las tres voces y en la segunda parte se invierte no sólo en la dirección sino además en la secuencia de las voces. El carácter lúdico del tema recuerda la Fuga para órgano, BWV 550, 2 (Vol. 89), igualmente en sol mayor.

### Suite n.º 6 en mi mayor, BWV 817
La pieza consta de los siguientes movimientos:
- I. Allemande
- II. Courante
- III. Sarabande
- IV. Gavota
- V. Polonesa
- VI. Bourrée
- VII. Minueto
- VIII. Gigue

Esta pieza no figuraba en el primer manuscrito bachiano de las Suites francesas, en el Librito de clave de 1722. Cabe suponer por lo tanto que Bach la compuso con posterioridad. Esta circunstancia, por cierto, no tiene necesariamente que ver con la considerable extensión de la pieza o con el tratamiento un poco más liberal del orden de los movimientos. Lo que Bach presenta aquí como allemande pudo haber pasado por courante en otras suites, dada la regularidad y la vivacidad de la misma. Hacia el final se torna más denso el armazón de las dos voces en términos de armonía y contrapunto. En la vertiginosa courante, Bach disuelve los esquemas ordinarios basados en el discanto con acompañamiento y opta por una monofonía disimulada para matizarla con mayor énfasis en stacatto contra pasajes de semicorcheas. La sarabande, caracterizada por acordes y por una voz que sobresale en diferentes tesituras, empieza como un recitativo; una modulación la conduce en seguida a la tonalidad paralela menor de mi mayor. La gavota se deja interpretar con la misma elegancia desmañada que Bach, para caracterizar un ambiente, supo aplicar con mano maestra a la Cantata campesina, BWV 212 (vol. 67). Los pasajes de bajo continuo por las escalas en la segunda parte constituyen el modo más económico y sencillo de aparentar un contrapunto. La polonesa que sigue sirve de apoyo a una melodía con bajos Alberti, una simple sucesión de tríadas quebradas.
El minueto consiguiente se compone de tramos cortos de dos compases; un motivo regular con corcheas es retomado sucesivamente por tres acordes. La bourrée se inicia con una secuencia de intervalos cada vez más amplios antes de que ambas manos se releven en movimientos rotatorios y reiterados hasta alcanzar el final. La rápida giga en compás de 6/8 se ciñe a un procedimiento que Bach utilizaba con frecuencia al invertir en la segunda parte el tema y la línea vocal de la primera. Ambas voces se alternan con gran habilidad artística al tiempo que se torna más denso el contrapunto hasta que la suite y con ella el ciclo entero llegan a un final que no tiene nada de espectacular en este ciclo, como parece indicar su extensión ampliada a ocho movimientos.